# نیروی دریایی امارات متحده عربی
نیروی دریایی امارات متحده عربی، یک نیروی دریایی با حدود ۱۰٬۰۰۰ نفر پرسنل، متعلق به کشور امارات متحده عربی است. این نیرو ۱۲ شناور گشتی ساحلی مجهز و هشت قایق موشک‌انداز دارد. امارات متحده عربی یک گروه کوچک مجزا به اندازه یک گردان موسوم به تفنگداران دریایی امارات، مجهز به نفربرهای زرهی بی‌ام‌پی-۳ نیز در اختیار دارد.
یک شرکت کشتی‌سازی سوئدی، چهار کشتی ۲۴ متری دوزیست و یک کشتی ۲۵ متری تدارکات سریع برای نیروی دریایی امارات (تحویل سال‌های ۲۰۰۳ تا ۲۰۰۵) ساخته‌است. سه کشتی دیگر نیز توسط این شرکت، برای نیروی دریایی امارات در حال ساخت است.

## تاریخچه
خاستگاه نیروی دریایی امارات متحده عربی با نیروی دفاعی ابوظبی (ADDF) آغاز شد که در سال ۱۹۶۷ یک ناوگان دریایی تأسیس کرد. وظایف آن ناوگان اولیه شامل حفاظت از تأسیسات دریایی نفت و گاز امارات بود. با تشکیل کشور امارات متحده عربی در ۲ دسامبر ۱۹۷۱ و اتحاد نیروهای مسلح این کشور در ۶ مه ۱۹۷۶، نیروی دریایی امارات نیز تأسیس شد.
جنگ ایران و عراق (۱۹۸۰–۱۹۸۸) و به‌ویژه با آغاز جنگ نفتکش‌ها در ۱۹۸۶ و با حمله ۲۵ نوامبر ۱۹۸۶ به سکوهای نفتی دریایی ابوالبخوش ابوظبی توسط نیروی هوایی ایران به اوج خود رسید. این حوادث منجر به توسعهٔ بیشتر تجهیزات و دارایی‌های نیروی دریایی امارات در این دوره شد.
این نیرو در دهه‌های ۱۹۹۰ و ۲۰۰۰ شاهد گسترش بیشتر بود. در سال ۲۰۰۱، گارد ساحلی امارات متحده عربی که از سال ۱۹۷۶ تحت کنترل وزارت کشور امارات بود، به کنترل نیروی دریایی منتقل شد. این تغییر احتمالاً در پاسخ به افزایش نگرانی‌ها در مورد احتمال حملات تروریستی به زیرساخت‌های حیاتی در سواحل امارات و جزایر آن بود. تغییر دیگر در ساختار نیروی دریایی در دهه ۲۰۰۰، گسترش قابلیت آبی‌خاکی آن و تشکیل تفنگداران دریایی امارات متحده عربی (که متعاقباً با گارد ریاست جمهوری امارات ادغام شد) بود.
نیروی دریایی امارات از سال ۲۰۱۵ و در پی جنگ داخلی یمن، در آن منطقه عملیات می‌کند.

## تجهیزات
| کلاس                        | نوع                   | تصویر     | تعداد                | Notes |           |
| ناوچه سبک                   | ناوچه سبک             | ناوچه سبک | ناوچه سبک            | ناوچه سبک | ناوچه سبک |
| --------------------------- | --------------------- | --------- | -------------------- | --- | --------- |
| کاروت کلاس گوویند           | ناوچه سبک             |           | ۰+(۲) سفارش داده شده | 2 ships ordered on 25 March 2019 from Naval Group 2,700 tonnes, 102 m (335 ft) Propulsion: CODAD Speed: 25 knots (46 km/h; 29 mph) ۱ × OTO Melara 76 mm main gun ۲ × Nexter Narwhal 20mm cannon ۸ × Exocet anti ship missile possibly 2 × triple torpedo launcher |           |
| ناوچه سبک کلاس ابوظبی       | ناوچه سبک             |           | ۱                    | 1,650 tons,88m length ۱ × Otobreda 76 mm Super Rapid gun ۲ × remote controlled 30 mm guns ۴ × MM40 Block 3 Exocet anti-ship missiles 1 helicopter carried. |           |
| کاروت کلاس باینونا          | ناوچه سبک             |           | ۶                    | 930 tons, 71m length ۱ × Otobreda 76 mm Super Rapid gun ۲ × Rheinmetall MLG 27 27 mm guns 21x RIM-116 RAM SAM ۸ × MM40 Block 3 Exocet anti-ship missiles 1 AS-565 helo (based on the CMN Group's Combattante BR70 design).                                        |           |
| Muray-Jib                   | ناوچه سبک             |           | ۲                    | 630 tons, 63m length ۱ × 76 mm ۱ × 30 mm gun 1X8 Crotale SAM 8 MM-40 SSM 1 - SA 316 Helicopter |           |
| شناورهای گشتی               |                       |           |                      | |           |
| Falaj 3-class patrol vessel | شناور گشتی            |           | ۰+(۴) سفارش داده شده | Four new Falaj 3 ordered in May 2021. |           |
| Falaj-2 class patrol vessel | شناور گشتی            |           | ۲                    | 550 tons, 55.7m length 1x Otobreda 76 mm 2x VLS for VL MICA 2 twin launcher for MM40 Exocet block iii 2x 12.7 machine gun in hitrole RWS |           |
| Arialah class               | شناور گشتی            |           | ۲                    | 67m length 1 x 57mm 2 x 30mm guns RAM missile system |           |
| شناور تندرو تهاجمی          |                       |           |                      | |           |
| Mubarraz class              | شناور تندرو تهاجمی    |           | ۲                    | 260 tons full load / 44.9 metres length 4 MM-40 SSM ۱ × 6 Mistral SAM ۱ × 76 mm ۲ × 40 mm guns — commissioned 1990 |           |
| Ban-Yas (Lürssen TNC-45)    | شناور تندرو تهاجمی    |           | ۶                    | TNC 45 fast attack craft - 260 tons full load / 44.9 metres length - 4 MM-40 Block III SSM - 1 × 76 mm and ۲ × 40 mm guns — commissioned 1980-1 - will be upgraded to Mubarraz class                                                                              |           |
| Ardhana class               | شناور گشتی            |           | ۶                    | 175 tons full load — commissioned 1975-6 |           |
| نامعلوم                     | شناور گشتی            |           | ۲۰                   | 4 tons |           |
| شناور مین‌یاب                |                       |           |                      | |           |
| Frankenthal class           | شناور مین‌یاب          |           | ۲                    | 1 damaged by Houthi attack |           |
| Amphibious warfare ship     |                       |           |                      | |           |
| Al-Quwaisat-class LST       | Landing ship tank     |           | 2+(1) ordered        | |           |
| Unknown                     | Landing ship tank     |           | ۷                    | |           |
| Unknown                     | Landing Craft Utility |           | ۵                    | |           |
| Unknown                     | Landing Craft Utility |           | ۴                    | |           |
| قناصه                       | Landing crafts        |           | ۱۲                   | will be upgraded to Gnannatha Phase II class |           |

### اجاره شده
- اچ‌اس‌وی-۲ تیلور - در اوایل سال ۲۰۱۵ از شرکت ملی لایروبی دریایی امارات متحده عربی لیزینگ شد که برای تدارکات نظامی و فعالیت‌های مرتبط به عنوان بخشی از مداخله مستمر تحت رهبری عربستان سعودی در یمن، از جمله در حمایت از عملیات آبی خاکی استفاده می‌شود. این کشتی، در جریان عملیاتی در اکتبر ۲۰۱۶ مستقیماً مورد اصابت موشک از سوی حوثی‌ها قرار گرفت و به‌شدت آسیب دید.[۱۹]

## مطالعهٔ بیشتر
- The Evolution of the Armed Forces of the United Arab Emirates by Athol Yates
- The Military and Police Forces of the Gulf States - Volume 1: Trucial States and United Arab Emirates, 1951-1980 by Athol Yates & Cliff Lord
- The Naval Forces of Abu Dhabi 1967-1976 by Athol Yates & Cliff Lord